# Давид (епископ Рязанский)
Епископ Давид (ум. 1471) — епископ Русской церкви, епископ Рязанский и Муромский.
При митрополите Ионе Давид был казначеем московского Митрополичьего дома.
1 февраля 1462 года хиротонисан во епископа Рязанского и Муромского.
В 1464 году участвовал в избрании и хиротонии митрополита Московского и всея Руси Филиппа. При нём у рязанского архиерейского дома была тяжба с одним из бояр, побившим на реке Проне бобров владычних: епископу Давиду удалось отстоять свои старинные владения и получить на них грамоту от рязанского князя Василия Ивановича.
Скончался в 1471 году.